# Engineering Conception Maintenance
Pour les articles homonymes, voir ECM.
ECM (Engineering Conception Maintenance) est une société d'Ingénierie et de Conseil en Technologies avancées, filiale du Groupe CRIT. Elle fut créée dans les années 1960 par Claude Guedj et portait alors le nom de CRIT - Centre de Recherches Industrielles et Techniques. Dix ans plus tard, en 1973, elle prit le nom d'ECM et l'acronyme CRIT fut conservé pour le holding et pour les activités de travail temporaire.
Depuis près de 50 ans, l'entreprise participe aux grands projets de l'industrie française.
ECM est un partenaire historique des principaux donneurs d’ordre dans les métiers de la conception (CAO), de la mécanique, des matériaux (notamment composites) et du calcul de structure, notamment dans les secteurs :
- de l'Aéronautique & Spatial,
- de l'Automobile,
- du Ferroviaire,
- et de la Défense.
Son approche, fondée sur l'expertise de ses compétences techniques, le potentiel de développement de ses salariés et son organisation très flexible, lui permet un positionnement unique parmi ses grands confrères de l'ingénierie.
La société adapte son offre en permanence au gré des évolutions techniques et des marchés pour occuper une place au plus haut niveau de la conception. Ses activités couvrent l'ensemble du cycle de vie des produits, depuis la R&T et les phases de définition avancées, jusqu'aux développements.
ECM dispose de 5 agences, réparties sur l'ensemble du territoire, à Vélizy, Blagnac, Mérignac, Rochefort et depuis peu à Nice.
Ses activités se divisent entre les études pouvant se faire au forfait, dans les Bureaux d'Études ; et l'assistance technique, chez les clients.
Au titre de l'exercice 2017, le chiffre d'affaires de la société s'établit à 22,3 millions d'euros, en croissance organique de 10,8%. En 2018, ECM entend tirer parti de toutes les actions engagées et poursuivre sa croissance d'une manière soutenue, tout en se mettant à l'écoute de toute opportunité sur le plan international.
Cette croissance s'appuie sur de nombreux projets de R&D que ECM déploie en avant-vente. Les dépenses engagées en matière de R&D en 2017 ont atteint près de 1,9 million d'euros, soit 8,4% de son chiffre d'affaires. La société prévoit un budget R&D sensiblement équivalent en proportion du chiffre d'affaires en 2018,,.